# بول دولي
بول بيولي (بالإنجليزية: Paul Dooley) (و. 1928 – م) هو ممثل، وممثل صوت، وكاتب سيناريو، وممثل تلفزيوني من الولايات المتحدة الأمريكية . ولد في باركرسبورغ .

## التعليم
تعلم في جامعة وست فرجينيا

## روابط خارجية
- بول دولي على موقع IMDb (الإنجليزية)
- بول دولي على موقع ألو سيني (الفرنسية)
- بول دولي على موقع ميوزك برينز (الإنجليزية)
- بول دولي على موقع أول موفي (الإنجليزية)
- بول دولي على موقع قاعدة بيانات برودواي على الإنترنت (الإنجليزية)
- بول دولي على موقع قاعدة بيانات الأفلام السويدية (السويدية)
- بول دولي على موقع إن إن دي بي (الإنجليزية)
- بول دولي على موقع قاعدة بيانات الفيلم (الإنجليزية)
- بول دولي على موقع كينوبويسك (الروسية)